# قائمة أكبر الشركات البلجيكية
تسرد هذه المقالة أكبر الشركات في بلجيكا من حيث إيراداتها وصافي أرباحها وإجمالي أصولها، وفقًا لمجلات الأعمال الأمريكية فورتشن و فوربس.

## الشركات البلجيكية في قائمة فورتشن 2019
تعرض هذه القائمة الشركات البلجيكية في فورتشن غلوبال 500 ، والتي تصنف أكبر الشركات في العالم من حيث الإيرادات السنوية. الأرقام الواردة أدناه معطاة بملايين الدولارات الأمريكية وهي خاصة بالسنة المالية 2018.  كما تم إدراج المقر الرئيسي وصافي الربح وعدد الموظفين وقطاع الصناعة لكل شركة، في إصدار 2019 من فورتشن غلوبال 500 كان هناك شركة بلجيكية واحدة في القائمة.
| الترتيب على بلجيكا | الترتيب العالمي فورتشن 500 | الشركة       | صناعة     | الإيراد (بالملايين) | أرباح (بالملايين) | الموظفين | مقر   |
| ------------------ | -------------------------- | ------------ | --------- | ------------------- | ----------------- | -------- | ----- |
| 1                  | 170                        | إيه بي إنبيف | المشروبات | 54,619              | 4,368             | 172,603  | لويفن |

## الشركات البلجيكية في قائمة فوربس 2019
تستند هذه القائمة إلى فوربس غلوبال 2000، والتي تصنف أكبر 2000 شركة مساهمة عامة في العالم، تأخذ قائمة فوربس في الاعتبار العديد من العوامل، بما في ذلك الإيرادات وصافي الربح وإجمالي الأصول والقيمة السوقية لكل شركة؛ حيث يتم إعطاء كل عامل مرتبة مرجحة من حيث الأهمية عند النظر في الترتيب العام. يسرد الجدول أدناه أيضًا المقر الرئيسي وقطاع الصناعة لكل شركة، الأرقام بمليارات الدولارات الأمريكية وهي ترجع للعام المالي 2018. 
| الترتيب على بلجيكا | الترتيب العالمي فوربس 2000 | الشركة          | مقر    | الإيراد (بالمليارات) | ربح (بالمليارات) | أصول (بالمليارات) | قيمة (بالمليارات) | صناعة            |
| ------------------ | -------------------------- | --------------- | ------ | -------------------- | ---------------- | ----------------- | ----------------- | ---------------- |
| 1                  | 69                         | إيه بي إنبيف    | لويفن  | 54.6                 | 4.3              | 233.8             | 175.7             | المشروبات        |
| 2                  | 254                        | كيه بي سي بنك   | بروكسل | 15.0                 | 2.9              | 324.4             | 31.3              | تمويل            |
| 3                  | 605                        | Ageas           | بروكسل | 12.3                 | 1.0              | 115.5             | 10.2              | تأمين            |
| 4                  | 708                        | سولفاي          | بروكسل | 13.3                 | 1.0              | 25.1              | 12.8              | مواد كيميائية    |
| 5                  | 1074                       | دكسيا           | بروكسل | 11.0                 | 0.6−             | 196.5             | 9.0               | الخدمات المصرفية |
| 6                  | 1182                       | يو سي بي        | بروكسل | 5.5                  | 0.9              | 12.0              | 14.9              | الأدوية          |
| 7                  | 1274                       | أوميكور         | بروكسل | 16.2                 | 0.4              | 7.0               | 11.8              | التعدين          |
| 8                  | 1364                       | مجموعة Colruyt  | هاله   | 10.9                 | 0.5              | 4.8               | 9.6               | بيع بالتجزئة     |
| 9                  | 1465                       | مجموعة Proximus | بروكسل | 6.8                  | 0.6              | 9.9               | 9.6               | اتصالات          |
| 10                 | 1812                       | سوفينا          | بروكسل | 0.1                  | 1.0              | 7.6               | 6.8               | تمويل            |